# Lejweleputswa
Lejweleputswa (officieel Lejweleputswa District Municipality) is een district in Zuid-Afrika.
Lejweleputswa ligt in de provincie Vrijstaat en telt 627.626 inwoners.

## Gemeenten in het district[4]
- Masilonyana
- Matjhabeng
- Nala
- Tokologo
- Tswelopele